# Isabella Stewart Gardner
Isabella Stewart Gardner (14. april, 1840 – 17. juli, 1924) var en amerikansk kunstsamler, filantrop og mæcen for kunst. Hun grundlagde Isabella Stewart Gardner Museum i Boston.
Gardner havde en energisk intellektuel nysgerrighed, elskede at rejse og havde penge, som hun bl.a. havde arvet fra sin far. Hun var ven med en række af samtidens kendte kunstnere og forfattere inklusive John Singer Sargent, James McNeill Whistler, Dennis Miller Bunker, Anders Zorn, Henry James, Dodge MacKnight, Okakura Kakuzō og Francis Marion Crawford.
Gardner var genstand for meget sladder i dagspressen i sin samtidig, hvor hun blev omtalt som "Belle,” "Donna Isabella,” "Isabella of Boston” og "Mrs. Jack”. I 1912 gæstede hun en meget formel koncert med Boston Symphony Orchestra iført et hvidt bånd om hovedet med udsmykket med teksten "Oh, you Red Sox", hvilket blev beskrevet som "næsten at have skabt panik".